# Pontifícia Universidade Católica de Goiás
A Pontifícia Universidade Católica de Goiás (PUC Goiás) é uma universidade localizada no estado de Goiás, com sede no município de Goiânia. É uma universidade católica e comunitária, pluridisciplinar, para formação de quadros profissionais de nível superior, reconhecida pelo Governo estadual nos termos do Decreto n. 47.041 de 17 de outubro de 1959, sob o nome inicial de Universidade de Goiás, alterada sua denominação para Universidade Católica de Goiás pelo Decreto n. 68.917, de 14 de julho de 1971 Fundada em 17 de outubro de 1959 pela Sociedade Goiana de Cultura, a PUC Goiás é a mais antiga universidade do estado, precedendo a Universidade Federal de Goiás em dois meses.
Foi reconhecida Universidade de Direito Pontifício em 8 de setembro de 2009, passando assim a categoria de PUC, sendo a 7ª no Brasil e a 19ª no mundo com este título.
A PUC Goiás dispõe de cursos diversificados e oferece 55 cursos de graduação, (especializações, mestrados e doutorados), 250 pesquisas em andamento e 458 laboratórios.

A Pontifícia Universidade Católica de Goiás é uma das 20 melhores instituições de ensino superior particulares do Brasil, primeira em Goiás e segunda no Centro-Oeste, atrás somente da Universidade Católica de Brasília, segundo o Prêmio Melhores Universidades, realizado pelo Guia do Estudante.
De acordo com o Guia do Estudante da Editora Abril (2010), foram concedidos estrelas a 24 cursos da PUC Goiás, dois receberam cinco estrelas: Biomedicina e Psicologia. Na categoria quatro estrelas, foram nove cursos: Administração, Arquitetura e Urbanismo, Ciências Aeronáuticas, Ciências Contábeis, Direito, Engenharia de Produção, Fonoaudiologia, Pedagogia e Serviço Social. Outros 16 cursos conquistaram três estrelas: Arqueologia,Agronomia, Ciência da Computação, Ciências Biológicas, Ciências Econômicas, Design, Educação Física, Enfermagem, Engenharia de Alimentos, Engenharia Ambiental, Engenharia Civil, Engenharia da Computação, Engenharia Elétrica, Fisioterapia, Jornalismo,Medicina Veterinária, Publicidade e Propaganda e Zootecnia.

## História

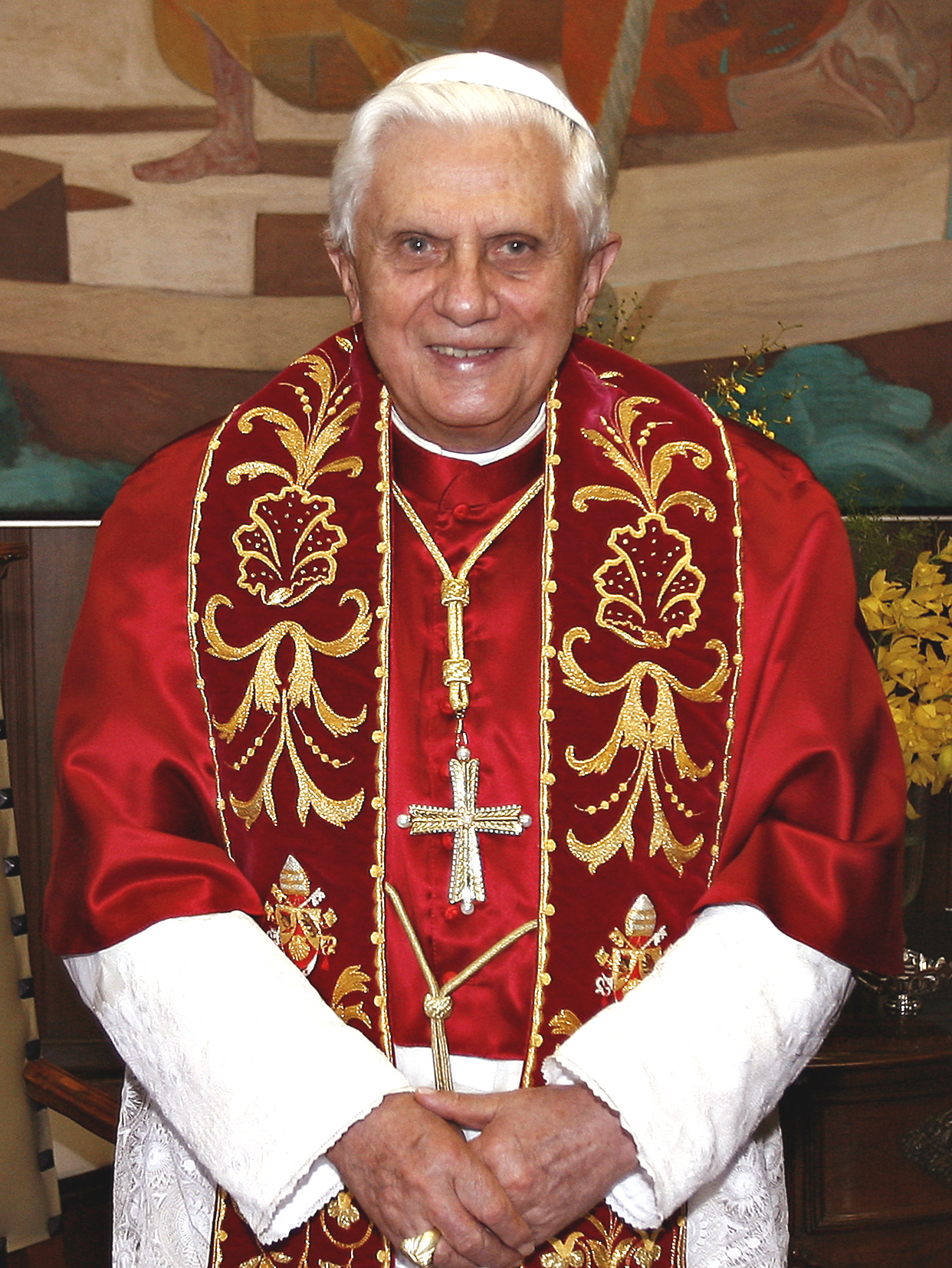
Papa Bento XVI, que outorgou à Universidade o título de Pontifícia.

Em 1948, Dom Emmanuel Gomes de Oliveira, que na época era Arcebispo de Goiânia, lança a ideia de criar a primeira Universidade do Centro-Oeste. No mesmo ano foi implantada a Faculdade de Filosofia, com cursos de História, Geografia, Letras e Pedagogia.
Após alguns anos, são criadas as Faculdades de Ciências Econômicas (1951), e Direito (1959) e as escolas superiores de Belas Artes (1952), Enfermagem (1954), Serviço Social (1957) e Instituto de Pesquisa Econômica e Social. Reunindo essas faculdades, em 1958, cria-se a Sociedade Goiana de Cultura (entidade mantenedora da Universidade). Dom Fernando Gomes dos Santos, Arcebispo de Goiânia, organiza a Universidade de Goiás, que posteriormente passaria a ser chamada Universidade Católica de Goiás (UCG).
Com o passar os anos, a universidade abriu novos cursos, entre eles: Jornalismo, Publicidade e Propaganda, Farmácia, Fisioterapia e Ciências Aeronáuticas.
Em 8 de setembro de 2009, o cardeal polonês Zenon Grocholewski,  prefeito da Congregação para a Educação Católica no Vaticano reconheceu a Universidade Católica de Goiás (UCG) como Pontifícia Universidade Católica de Goiás (PUC Goiás).

## Infra-estrutura
A PUC Goiás possui cinco campi, sendo todos em Goiânia. Possui um sistema de Bibliotecas com mais de 340 mil livros, centro de idiomas, um canal de TV aberta (PUC TV Goiás), 4 centros de pesquisa, 2 estações - ciência, mais de 400 ambientes laboratoriais, 4 clínicas-escola na área de saúde, 2 museus, e complexo poliesportivo de padrão internacional.

### Instituições afiliadas
- Memorial do Cerrado

O Memorial do Cerrado  é um complexo cultural pertencente à Pontifícia Universidade Católica de Goiás (PUC Goiás). Localizado em Goiânia, o complexo é composto por quatro partes:
- - Museu de História Natural
  - Vila Cenográfica
  - Quilombo
  - Aldeia indígena Timbira

O ambiente do museu é mantido pela Fundação Aroeira, em co-parceira com a Pontifícia Universidade Católica de Goiás (PUC-GO), e retrata desde a origem do planeta Terra até a chegada dos portugueses ao Brasil. Entre alguns dos destaques do local estão:
- - Fósseis: representados, por exemplo, pelas trilobitas, o parente mais antigo da barata, que têm datação de até 600 milhões de anos.

- - Floresta petrificada: localizada na entrada do Memorial, a floresta de pedra retrata uma floresta real que existiu no supercontinente de Gondwana (que mais tarde daria origem à América do Sul, entre outros continentes atuais). Sua idade é calculada em 280 milhões de anos.

- - Fauna gigante: diversos esqueletos completos ou parciais da megafauna que existiu no Cerrado podem ser observados. São elefantes, tatus gigantes e bichos-preguiça gigantes que viveram aqui há cerca de 12 mil anos

- - Homem das cavernas: o Memorial exibe o esqueleto do Homem da Serra do Cafezal, encontrado em Serranópolis, e considerado o mais antigo da América do Sul. Tem 11 mil anos [carece de fontes?].

Escolas e grupos podem agendar visitas pelo espaço para que um monitor do Memorial possa ilustrar de uma maneira mais didática todas as características do ambiente.
- Instituto de Pesquisa do Trópico Sub-úmido

- Instituto de Pesquisas e Estudos Históricos do Brasil Central

- Fundação Aroeira

- Clínica Escola-Vida

- Santa Casa de Misericórdia de Goiânia

- Núcleo de Prática Jurídica da PUC Goiás
- Instituto Goiano de Pré-História e Antropologia

### Diretório Central dos Estudantes
O Diretório Central dos Estudantes é a entidade máxima de representação dos estudantes da universidades. Criado na década de 1960, o DCE PUC Goiás esteve presente nas principais lutas do movimento estudantil brasileiro.
Ligados ao DCE, estão os Centros Acadêmicos, que representam o estudantes por curso.
- Centro Acadêmico de Administração
- Centro Acadêmico de Arqueologia
- Centro Acadêmico de Arquitetura e Urbanismo (Centro Acadêmico Atílio Correa Lima)
- Centro Acadêmico de Biologia
- Centro Acadêmico de Biomedicina
- Centro Acadêmico de Ciências Aeronáuticas (Centro Acadêmico Amelia Earhart)
- Centro Acadêmico de Ciências da Computação
- Centro Acadêmico de Ciências Contábeis
- Centro Acadêmico de Ciências Econômicas (Centro Acadêmico David Ricardo)
- Centro Acadêmico de Design (Centro Acadêmico Léo Romano)
- Centro Acadêmico de Direito (Centro Acadêmico Clovis Bevilácqua)
- Centro Acadêmico de Educação Física
- Centro Acadêmico de Enfermagem
- Centro Acadêmico de Engenharia Ambiental (Centro Acadêmico Aroeira)
- Centro Acadêmico de Engenharia Civil
- Centro Acadêmico de Engenharia Elétrica (Centro Acadêmico Thomas Edison)
- Centro Acadêmico de Engenharia da Computação
- Centro Acadêmico de Engenharia de Alimentos
- Centro Acadêmico de Engenharia de Produção
- Centro Acadêmico de Engenharia Elétrica
- Centro Acadêmico de Engenharia Mecatrônica
- Centro Acadêmico de Farmácia
- Centro Acadêmico de Filosofia (Centro Acadêmico Prof. Waldir Guimarães)
- Centro Acadêmico de Física (Centro Acadêmico Albert Einstein)
- Centro Acadêmico de Fisioterapia (Centro Acadêmico Claúdio Lísias Monteiro da Cruz)
- Centro Acadêmico de Fonoaudiologia
- Centro Acadêmico de Geografia (Centro Acadêmico João Alves de Castro)
- Centro Acadêmico de História (Centro Acadêmico Sérgio Buarque de Holanda)[4][5]
- Centro Acadêmico de Jornalismo
- Centro Acadêmico de Letras (Centro Acadêmico Cora Coralina)
- Centro Acadêmico de Matemática
- Centro Acadêmico de Medicina (Centro Acadêmico Paulo Francescantonio - CAPF)
- Centro Acadêmico de Nutrição
- Centro Acadêmico de Pedagogia
- Centro Acadêmico de Psicologia (Centro Acadêmico de Psicologia XII de Maio)
- Centro Acadêmico de Publicidade e Propaganda
- Centro Acadêmico de Química
- Centro Acadêmico de Relações Internacionais (Centro Acadêmico Sérgio Vieira de Mello)
- Centro Acadêmico de Serviço Social
- Centro Acadêmico de Zootecnia

OBS.: Alguns cursos ainda não possuem seu próprio Centro Acadêmico, o plano de desenvolvimento do DCE inclui a criação de Centros Acadêmicos para todos os cursos até 2015.

## Escolas
Os cursos oferecidos pela universidade são divididos em Escolas, que podem englobar um ou mais cursos.
- Escola Politécnica

- Escola de Direito, Negócios e Comunicação

- Escola de Formação de Professores e Humanidades

- Escola de Ciências Médicas e da Vida

- Escola de Ciências Sociais e da Saúde

## Campus
- Campus I - Setor Universitário, Goiânia.

O Campus I é dividido em cinco áreas:
- Área I: 5ª Avenida, esquina com a Rua 235. Sedia a Escola de Ciências Médicas e da Vida. Abriga os cursos de Medicina, Odontologia, Farmácia e Biomedicina.
- Área II: Praça Universitária com 1ª Avenida e Rua 240. Sedia a Escola Politécnica. Abriga os Cursos de Física, Química, Matemática, Ciências da Computação, Engenharia da Computação, Engenharia Aeroespacial
- Área III: Praça Universitária com 1ª Avenida, esquina com Av. Universitária. Sedia a Escola Politécnica. Abriga os cursos de Engenharia, Arquitetura e Design e também o de Engenharia Aeroespacial
- Área IV: Praça Universitária com 1ª Avenida, esquina com Rua 235, Goiânia. Sedia a Escola de Ciências Sociais e da Saúde e laboratórios dos cursos da saúde. Abriga os Cursos Ciências Biológicas, Enfermagem;  Fisioterapia; Nutrição; e  Psicologia. É a área mais antiga da Universidade.
- Área V: Rua 232 (próximo à Praça do Botafogo), Goiânia.  Abriga os Cursos de Farmácia e Fonoaudiologia. Abriga o laboratório de anatomia dos cursos da saúde e a sala de técnica cirúrgica do curso de Medicina.
- Área VI: R. 227 Quadra 66, 3669 - Setor Universitário, Goiânia. Sedia a Escola de Formação de Professores e Humanidades.Abriga os cursos de Pedagogia, História, Geografia, Letras, Filosofia e Teologia

- Campus II: Estrada Santa Rita, km 2, Jardim Olímpico, Goiânia.

Sedia a Escola de Ciências Agrárias e Biológicas. Abriga os Cursos de Biologia (Licenciatura e Bacharelado), Zootecnia; Agronomia, Medicina Veterinária, além do Curso de Educação Física (Bacharelado e Licenciatura) da Escola de Formação de Professores e Humanidades. Sedia o Instituto de Pesquisa do Trópico Sub-úmido, o complexo do Memorial do Cerrado, o Centro de Convenções e o Memorial São João Paulo II.
- Campus III: Rua Colônia, 2491, Jardim Novo Mundo, Goiânia.

Abriga laboratórios dos programas de extensão da universidade, além de laboratórios para os cursos de Medicina, Enfermagem, Nutrição, Fisioterapia e Fonoaudiologia.
Campus IV: Rua 10, Setor Oeste, Goiânia
Abriga cursos do PUC Idiomas além de Cursos de Extensão da Pró-Reitoria de Extensão e Apoio Estudantil.
- Campus V: Avenida Fued José Sebba,1184, Jardim Goiás, Goiânia -GO.

Sedia a Escola de Direito, Negócios e Comunicação. Abriga os Cursos de Administração, Ciências Contábeis, Direito, Relações Internacionais e os de Comunicação Social (Jornalismo e Publicidade e Propaganda).

## Administração Superior
- Grão-Chanceler - Dom João Justino de Medeiros Silva, Arcebispo Metropolitano de Goiânia.
- Reitora - Profª. Olga Izilda Ronchi.
- Pró-Reitora de Graduação - Profª. Sônia Margarida Gomes Sousa.
- Pró-Reitora de Extensão e Apoio Estudantil - Profª. Márcia de Alencar Santana.
- Pró-Reitora de Pós Graduação e Pesquisa - Profª. Milca Severino Pereira.
- Pró-Reitora de Desenvolvimento Institucional - Profª. Helenisa Maria Gomes de Oliveira Neto
- Pró-Reitor de Administração - Prof. Daniel Rodrigues Barbosa.
- Pró-Reitor de Comunicação - Prof. Eduardo Rodrigues da Silva
- Pró-Reitora de Saúde - Profa, Irani Ribeiro de Moura
- Chefe de Gabinete - Prof. Lorenzo Lago.

## DoutoresHonoris Causa
- Dom Hélder Câmara (1984)
- Dom Fernando Gomes dos Santos (1984)
- Acary de Passos Oliveira (1988)
- Prof. Jesco Von Puttkamer (1988)
- Dom Paulo Evaristo Arns (1998)
- Profª. Betty Jane Meggers (1999)
- Prof. Pe. Pedro Ignácio Schimtz (1999)
- Profª. Alda Maria Borges Cunha (2003)
- Prof. José Hidasi (2004)
- Prof. José Mendonça Teles (2004)
- Dom Tomás Balduíno (2006)
- Cardeal Zenon Grocholewski (2009)
- Prof. Elder Rocha Lima (2012)
- Prof. Pedro Wilson Guimarães (2012)
- Jaime Câmara Júnior (2014)